# Euptychia thobiei
Euptychia thobiei är en fjärilsart som beskrevs av Jean-Baptiste Capronnier 1881. Euptychia thobiei ingår i släktet Euptychia och familjen praktfjärilar. Inga underarter finns listade i Catalogue of Life.